# Ghulam Ishaq Khan
Ghulam Ishaq Khan (født 20. januar 1915 i Bannu District, død 27. oktober 2006 i Peshawar) var Pakistans præsident fra august 1988 til juli 1993.